# Werlauff-prisen
Werlauff-prisen blev indstiftet i 1992 af Dansk bibliotekshistorisk Selskab i forbindelse med selskabets 10-års jubilæum. Prisen er til minde om overbibliotekar ved Det Kongelige Bibliotek, Erich Christian Werlauff (1781-1871). I 1825 udgav han det første større værk i dansk bibliotekshistorisk litteratur: Historiske Efterretninger om det store kongelige Bibliothek.
Prisen kan tildeles forfatteren eller forfatterne til et nyligt offentliggjort arbejde af høj kvalitet, som falder inden for Selskabets formålsparagraf og behandler forhold af en sådan karakter, at det skønnes at have bibliotekshistorisk faglig relevans. Prisen kan uddeles med et eller flere års mellemrum.